# Université de Bourgogne
Bourgogne universitet (franska: Université de Bourgogne) är ett offentligt universitet i Dijon i Frankrike grundat 1722.[källa behövs]
Humaniora och vetenskap är väl representerade på huvudcampus, liksom juridik, medicin och litteratur i separata byggnader.
Det är det enda universitetet i Bourgogne. År 1806 gjorde Napoleon det till ett av centrumen för juridisk utbildning i Frankrike. Idag är det ett universitet med 27 000 studenter, fördelat mellan Dijon och fem andra städer i Bourgogne (Chalon-sur-Saône, Le Creusot, Mâcon, Auxerre, Nevers).

## Kända lärare
- Jean Brun, en fransk filosof
- Antanas Mockus, en colombiansk matematiker, filosof och politiker
- Johannes Sjöstrand, en svensk matematiker